# Ivittuut
Ivittuut (o Ivigtût) è un villaggio abbandonato della Groenlandia, fondato come villaggio minerario per l'estrazione di criolite ed ora disabitato; appartiene al comune di Sermersooq. Si trova presso la punta meridionale dell'isola, nel sud-ovest della Groenlandia; si affaccia su un fiordo che sbocca poi nel Mare del Labrador.
Ivittuut fu a capo di un comune, il comune di Ivittuut (il più piccolo comune della Groenlandia dal 1950 al 2008), fondato il 18 novembre 1950, ma perse questo primato quando il villaggio si disabitò e lo passò all'unico centro ancora attivo del comune, il porto di Kangilinnguit. Viste le esigue dimensioni e la scarsa popolazione, si pensò di fondere il comune con quello vicino di Narsaq, ma non fu così: il 1º gennaio 2009 entrò in vigore una riforma della suddivisione interna della Groenlandia, che abolì i precedenti comuni; il comune di Ivittuut si fuse con altri 4 (tra cui non c'era quello di Narsaq) a formare il vasto comune di Sermersooq, dove ancora oggi si trova il villaggio.
Nelle miniere di Ivittuut sono stati rinvenuti diversi minerali; i più rilevanti, per i quali è definita località tipo, sono:
- Acuminite
- Arcubisite
- Bøggildite
- Bøgvadite
- Criolite
- Criolitionite
- Eskimoite
- Gearksutite
- Gustavite
- Jarlite
- Jørgensenite
- Pachnolite
- Prosopite
- Ralstonite
- Stenonite
- Thomsenolite
- Vikingite
- Weberite